# Fürstenbund
Le Fürstenbund (littéralement Ligue des princes) a été fondé en Saint-Empire en 1785 par Frédéric II de Prusse pour s'opposer à la politique de l'empereur Joseph II du Saint-Empire.

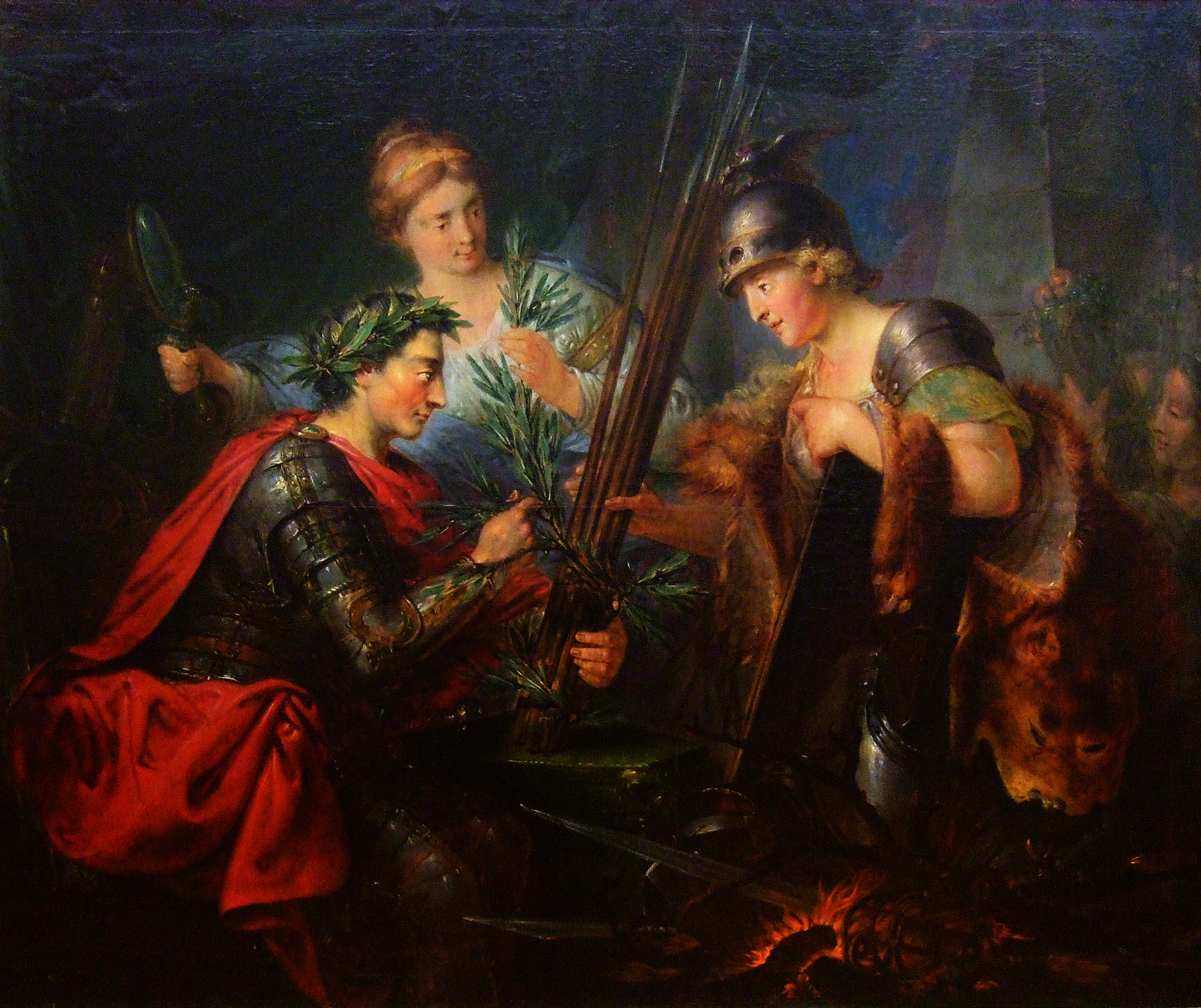
Bernhard Rode, Allégorie de Frédéric le Grand comme fondateur de la ligue des princes, 1786

## Prélude à la création: montée des ambitions de l'Autriche
En 1777, l'électeur Maximilien III Joseph de Bavière mourait sans descendance, laissant ses possessions à son lointain cousin déjà Charles-Théodore, Electeur de Palatinat. Celui-ci n' avait aucune envie de laisser sa cour de Mannheim pour Munich tandis que l'empereur Joseph II trouvait que les Pays-Bas autrichiens causaient plus de souci qu'ils ne rapportaient de bénéfice à sa Maison.
Les deux princes catholiques convinrent d'échanger leurs terres. Au Palatin, les Pays-Bas bien plus proches de Mannheim que la Bavière, à l'Autrichien, la Bavière limitrophe de ses états qui apporterait à l'empereur une plus grande présence dans l'empire.
Or l'électeur palatin n'avait d'enfants et son successeur était le duc de Deux-Ponts.
Celui-ci eut donc recours à Frédéric II de Prusse, qui ne cachait pas ses ambitions et avait plusieurs fois mené la guerre contre la Maison d'Autriche. Celui qui, grâce aux philosophes, était présenté comme le modèle des souverains éclairés, cria à la tyrannie. L'empereur, disait-il, se comporte comme un potentat d'un autre âge distribuant les terres sans souci du droit des gens.
La guerre de Succession de Bavière éclata, n'ayant pour seul résultat que l'attribution à l'Autriche d'un minuscule bout du territoire bavarois.

## Une alliance éphémère
Six ans plus tard, l'empereur crut le moment favorable et relança les négociations avec l'électeur Charles-Théodore. A nouveau, Frédéric II cria au loup et fonda une "Ligue des princes".
Composée surtout de princes protestants et soumis à la Prusse (Brunswick-Wolfenbüttel, Saxe-Gotha, Saxe-Weimar, Mecklembourg, Bade, Brandebourg-Ansbach), la ligue fut bientôt rejointe par le prince archevêque de Salzbourg, qui craignait que ses terres ne soient enclavées dans les territoires Autrichiens en cas d'accord austro-bavarois et que son temporel ne soit sécularisé (Joséphisme).
Face à l'opposition, l'empereur dut reculer. Le roi de Prusse mourut l'année suivante.
Bientôt confrontée à la Révolution française, suivie de près par la mort de l'empereur, la ligue est dissoute en 1790.